# Dieter Engelhardt
Dieter Engelhardt (Sandersdorf-Brehna, 18 agosto 1938 – 30 novembre 2018) è stato un calciatore tedesco orientale dal 1990 tedesco, di ruolo centrocampista.

## Statistiche

### Cronologia presenze e reti in nazionale
| Cronologia completa delle presenze e delle reti in nazionale ― Germania Est | Cronologia completa delle presenze e delle reti in nazionale ― Germania Est | Cronologia completa delle presenze e delle reti in nazionale ― Germania Est | Cronologia completa delle presenze e delle reti in nazionale ― Germania Est | Cronologia completa delle presenze e delle reti in nazionale ― Germania Est | Cronologia completa delle presenze e delle reti in nazionale ― Germania Est | Cronologia completa delle presenze e delle reti in nazionale ― Germania Est | Cronologia completa delle presenze e delle reti in nazionale ― Germania Est |
| Data                                                                        | Città                                                                       | In casa                                                                     | Risultato                                                                   | Ospiti                                                                      | Competizione                                                                | Reti                                                                        | Note                                                                        |
| --------------------------------------------------------------------------- | --------------------------------------------------------------------------- | --------------------------------------------------------------------------- | --------------------------------------------------------------------------- | --------------------------------------------------------------------------- | --------------------------------------------------------------------------- | --------------------------------------------------------------------------- | --------------------------------------------------------------------------- |
| 27/04/1966                                                                  | Lipsia                                                                      | Germania Est                                                                | 4 – 1                                                                       | Svezia                                                                      | Amichevole                                                                  | -                                                                           |                                                                             |
| 02/07/1966                                                                  | Lipsia                                                                      | Germania Est                                                                | 5 – 2                                                                       | Cile                                                                        | Amichevole                                                                  | -                                                                           | 46’                                                                         |
| 04/09/1966                                                                  | Karl-Marx-Stadt                                                             | Germania Est                                                                | 6 – 0                                                                       | Rep. Araba Unita                                                            | Amichevole                                                                  | 1                                                                           |                                                                             |
| Totale                                                                      |                                                                             | Presenze                                                                    | 3                                                                           |                                                                             | Reti                                                                        | 1                                                                           |                                                                             |

## Palmarès

### Club

#### Competizioni nazionali
- Coppa Piano Karl Rappan: 1

Lokomotive Lipsia: 1965-1966

### Nazionale
- Bronzo olimpico: 1

Tokyo 1964